# 위시티로
위시티로(Wi city-ro)는 경기도 고양시 일산동구 식사동 동국대병원사거리와 경기도 고양시 일산동구 식사동 양일초등학교를 잇는 도로이다.

## 연혁
- 2011년 7월 15일: 도로명으로 위시티로를 고시

## 주요 경유지
경기도
- 고양시 일산동구 (식사동)

## 주요 건물 및 시설
- 양일초등학교 (경기도 고양시 일산동구 위시티로 151)